# 1986
1986 (MCMLXXXVI) fou un any començat en dimecres, i declarat Any Internacional de la Pau per les Nacions Unides.

## Esdeveniments
Països Catalans
- 9 de febrer, Sant Joan Despí: estrena a TV3 de la comèdia de situació Els joves[1]
- 1 de març: Barcelona presenta oficialment la seva candidatura per als Jocs Olímpics d'Estiu 1992
- 8 de març, Ascó, Ribera d'Ebre: Hi entra en funcionament la central nuclear Ascó II.[2]
- 26 de maig: Pere Calders obté el Premi d'Honor de les Lletres Catalanes.[3]

- 19 de juliol: Incendi de l'Alt Empordà
- 17 d'octubre, Barcelona és escollida seu olímpica per als Jocs de 1992

Resta del món
- 1 de gener, Espanya i Portugal ingressen a la Comunitat Econòmica Europea (actualment, Unió Europea).[4]
- 28 de gener: El Transbordador Espacial Challenger explota poc després de l'enlairament, matant així tots els seus ocupants.

- 19 de febrer: Llançament del primer mòdul de l'estació espacial Mir, per part del programa espacial soviètic.
- 12 de març: Referèndum sobre la permanència d'Espanya a l'OTAN, amb resultat positiu.
- 13 d'abril: El papa Joan Pau II es converteix en el primer papa que visita una sinagoga, en aquest cas la de Roma.[5]
- 26 d'abril, RSS d'Ucraïna, URSS: Accident de Txernòbil, la major catàstrofe nuclear de la història.[6]
- 22 de juny: El PSOE guanya les eleccions generals per majoria absoluta, el seu líder Felipe González revalidarà el càrrec de president del govern espanyol.
- 29 de juny: La Selecció argentina es proclama campiona del món en futbol al vèncer 3-2 a Alemanya Occidental, a la final de la Copa del Món de futbol 1986.

- 31 d'agost: El vaixell soviètic l'almirall Nakhimov s'enfonsa després de topar amb un vaixell de càrrega, moren 398 persones en al mar Negra.[7]
- 7 de setembre: El dictador xilè Augusto Pinochet surt il·lès d'un atemptat en contra seva[8]
- 10 d'octubre: Un sisme de 7,5 graus al Salvador mata unes 1.500 persones i 200.000 víctimes[9]
- 15 d'octubre, Jerusalem: Atemptat al Mur de les Lamentacions amb el resultat d'un mort i 70 ferits.[10]
- 21 d'octubre: Les Illes Marshall es declaren independents dels Estats Units.
- 3 de novembre: Els Estats Federats de la Micronèsia es declaren independents dels Estats Units.
- Premi Nobel de Literatura per a Wole Soyinka.
- Es corre la primera Marathon des Sables

### Cinema i televisió
| M/d   | títol                       |
| ----- | --------------------------- |
| 10/16 | El nom de la rosa           |
| 12/19 | Platoon                     |
| 10/   | Justícia instantània        |
| 06/27 | Labyrinth                   |
| 06/25 | El debutant                 |
| 08/08 | The Transformers: The Movie |

### Música i ràdio
| M/d   | artistes                 | títol                | estil        |
| ----- | ------------------------ | -------------------- | ------------ |
|       | Lluís Llach              | Astres               | New Age      |
| 06/05 | Alphaville               | Afternoons in Utopia | synthpop     |
| 03/17 | Depeche Mode             | Black Celebration    | synthpop     |
| 02/17 | Electric Light Orchestra | Balance of Power     | rock         |
| 02/   | Eskorbuto                | Anti todo            | rock radical |
| 03/03 | Metallica                | Master of Puppets    | thrash metal |
| 06/02 | Queen                    | A Kind of Magic      | rock dur     |
| 11/15 | Frank Zappa              | Jazz from Hell       | electrònica  |

Naiximents
- 1jul  Agnes Monica (cantant pop)
- 4nov  Alexz Johnson (cantautora)

### Premis Nobel
| Camp                  | Guardonats                                             |
| --------------------- | ------------------------------------------------------ |
| Física                | - Ernst Ruska - Gerd Binning - Heinrich Rohrer         |
| Química               | - Dudley R. Herschbach - Yuan T. Lee - John C. Polanyi |
| Medicina o Fisiologia | - Stanley Cohen - Rita-Levi Montalcini                 |
| Literatura            | - Wole Soynka                                          |
| Pau                   | - Elie Wiesel                                          |
| Economia              | - James M. Buchanan                                    |

### Videojocs
| M/d   | jocs                                              |                              | Sistemes       |
| ----- | ------------------------------------------------- | ---------------------------- | -------------- |
|       | Livingstone Supongo                               | Espanya                      | microordinador |
| 03/   | Phantom of the Asteroid                           | UE                           | C64            |
|       | Tag Team Wrestling                                | UE                           | IBM            |
| 09/26 | Akumajō Dracula                                   | Japó                         | NFC Disk       |
| 09/12 | Takahashi meijin no bōken jima (高橋名人の冒険島) | Japó                         | MSX, NFC       |
| 11/01 | Alex Kidd in Miracle World                        | Japó                         | Sega Mark III  |
| 07/   | Arkanoid                                          |                              | recreativa     |
| 12/26 | Arkanoid                                          |                              | NFC            |
|       | Batman                                            |                              | microordinador |
| 09/   | Bubble Bobble                                     |                              | recreativa     |
|       | 10th Frame                                        | Canada and the United States | microordinador |
|       | Championship Sprint                               | Canada and the United States | recreativa     |
|       | Defender of the Crown                             | Canada and the United States | Amiga 1000     |
| 04/02 | Tag Team Pro Wrestling                            | Canada and the United States | C64, NES       |
| 10/   | Tag Team Wrestling                                | Canada and the United States | C64, NES       |
| 02/21 | Zelda no densetsu: the Hyrule fantasy             |                              | NFC Disk       |
| 08/06 | Metroid                                           |                              | NFC Disk       |
| 09/20 | Out Run                                           |                              | recreativa     |
| 10/28 | Penguin Adventure                                 |                              | MSX            |
|       | The Wall                                          |                              | MSX            |
| 12/10 | Takeshi no chōsenjō                               |                              | NFC            |

## Naixements
| M/d   | Nom i llinatges      | Activitat  | Origen   | M.   |
| ----- | -------------------- | ---------- | -------- | ---- |
| 10/16 | Inna Apostoleanu     | cantant    | romanesa |      |
| 12/22 | Arianne Caoili       | escaquista | filipina | 2020 |
| 10/12 | Li Wenliang (李文亮) | oftalmòleg | xinés    | 2020 |

Les persones nascudes el 1986 faran 39 anys durant el 2025.
Països Catalans
- 31 de gener, Castelló de la Plana: Marta Linares García, gimnasta rítmica valenciana, olímpica a Atenes 2004.
- 14 de febrer, Sabadell, Vallès Occidental: Aschwin Wildeboer, nedador catalano-neerlandès.
- 20 de maig, Barcelona: Maria Rodés, compositora i cantant catalana.[12]
- 26 de maig, Barcelona: Àstrid Bergès-Frisbey, actriu de cinema i televisió catalana.
- 3 de juny, Manacor, Mallorca: Rafael Nadal, tennista mallorquí.
- 7 de juny, Terrassa: Marta Ejarque Guillamat, periodista, ha estat jugadora d'hoquei sobre herba, en la posició de defensa.[13]
- 16 de juny, Alcalà de Xivert, Baix Maestrat: Marta Sorlí Fresquet, política valenciana, ha estat diputada al Congrés espanyol.[14]
- 9 de juliol, Badia del Vallès, Vallès Occidental: Antonio Díaz (El Mago Pop), il·lusionista català.
- 24 de juliol, Oriola: Isabel Pagán Navarro, gimnasta rítmica valenciana, olímpica a Atenes 2004 i Pequín 2008.[15]
- 25 de juliol, Arenys de Munt, Maresme: Maria Majó Merino, jugadora d'hoquei patins i de roller derby catalana, i també metgessa.[16]
- 26 de juliol, Sant Joan de les Abadesses, Ripollès: Alguer Miquel, cantant de l'antic grup Txarango.
- 5 d'agost, Les Masies de Voltregà, Osona: Peyu, humorista català.
- 12 d'agost, El Prat de Llobregat: Mónica Lázaro Peinado, jugadora de bàsquet catalana professional.[17]
- 11 de setembre, Igualada: Laura Orgué i Vila, esquiadora de muntanya, esquiadora de fons i corredora de muntanya catalana.[18]
- 14 de setembre, Barcelona: Michelle Jenner, actriu de cinema i televisió, i actriu de doblatge catalana.[19]
- 15 de setembre, Ribes de Freser, Ripollès: Sergi Carbonell, membre de l'antic grup Txarango.
- 17 d'octubre, Piera, Anoia: Toni Bou, pilot català de trial.
- 24 de novembre, Reus, Baix Camp: Aida Folch, actriu catalana.[20]
- la Bisbal d'Empordà: Emma Llensa, editora catalana.

Resta del món
- 1 de gener - Lviv: Viktòria Amèlina, escriptor i activista ucraïnès (m. 2023).
- 11 de gener, Veneçuela: Diosa Canales, cantant, actriu, vedette i model
- 15 de gener, Stavropol, Rússia: María Abakúmova, atleta russa de l'especialitat de llançament de javelina.[21]
- 23 de gener, Etiòpia: Gelete Burka, atleta etíop, subcampiona mundial el 2015 en la prova de 10.000 metres.[22]
- 17 de març: 
  - Edin Džeko, futbolista bosnià.
  - Nova Jersey: Cassie Ramone, artista i compositora nord-americana, vocalista i guitarrista de la banda indie rock Vivian Girls.[23]
- 18 de març, Ystad, Suècia: Lykke Li, cantant sueca d'indie pop.[24]
- 28 de març:
  - Nova York (EUA): Lady Gaga, cantautora estatunidenca.[25]
  - Amaia Salamanca, actriu espanyola.[26]
  - Plzeň: Barbora Strýcová, tennista professional txeca, que arribà al número 16 del rànquing individual (2017), medallista olímpica.[27]
- 30 de març: Sergio Ramos, futbolista espanyol.
- 18 d'abril: Denice K., actriu pornogràfica i productora danesa.
- 21 d'abril, Godomey, Benínː Isabelle Yacoubou, jugadora de bàsquet francesa.[28]

- 26 d'abril: Felip de Grècia, cinquè i darrer fill dels reis exiliats de Grècia, Constantí II de Grècia i Anna Maria de Dinamarca.
- 27 d'abril, Moscou: Dinara Safina, jugadora de tennis tàtara (ciutadana russa); fou número 1 del rànquing individual femení.[29]
- 30 d'abril, Madrid: Alba María Cabello Rodilla, nedadora de natació sincronitzada madrilenya, guanyadora de dues medalles olímpiques.[30]
- 13 de maig: 
  - Robert Pattinson, actor britànic.
  - Nova York: Lena Dunham, guionista, directora i actriu estatunidenca, creadora i protagonista de la sèrie Girls.[31]
- 16 de maig: Megan Fox, actriu i model estatunidenca.
- 11 de juny, Huanta (Perú): Magaly Solier Romero, actriu de cinema i cantautora peruana.[32]
- 13 de juny: Mary-Kate i Ashley Olsen, actrius i empresàries estatunidenques.
- 18 de juny: Richard Gasquet, tennista francès.
- 21 de juny: Lana del Rey, cantant estatunidenca.
- 26 de juny, Montreuil, França: Fatoumata Kébé, astrònoma, astrofísica i educadora francesa, especialitzada en la brossa espacial.[33]
- 1 de juliol, Iran: Shifa Gardi, periodista kurda d'origen iranià, morta durant la batalla de Mossul (2016-2017) (m. 2017).[34]
- 2 de juliol: Lindsay Lohan, actriu i cantant estatunidenca.
- 19 d'agost: Oslo: Vilde Frang, violinista noruega.[35]
- 21 d'agost: Usain Bolt, atleta jamaicà.
- 29 d'agost: Vilnius: Mirga Gražinytė-Tyla, directora d'orquestra lituana.[36]
- 6 de setembre, Colòmbia: Danilson Córdoba, futbolista.
- 12 de setembre: Emmy Rossum, actriu estatunidenca.
- 16 de setembre - Nova York: Michael James Shaw, Actor i escriptor estatunidenc.
- 19 de setembre, Klaipėda, República Socialista Soviètica de Lituània: Silvana Imam, cantant sueca de música rap.[37]
- 30 de setembre:
  - Cracòvia: Mateusz Kowalski, futbolista.
  - Ellie Goulding, cantant, compositora i multi-instrumentista anglesa
- 27 d'octubre - Staten Island: Christine Evangelista, actriu estatunidenca.
- 18 de novembreː Hong Kong: Elim Chan, directora d'orquestra, directora titular de l'Orquestra Simfònica d'Anvers.[38]
- 7 de desembre, Los Angeles: Nita Strauss, guitarrista estatunidenca.
- 19 de desembre, Irun, Guipúscoa: Leire Landa, defensa de futbol amb 23 internacionalitats per Espanya.[39]
- 30 de desembre - Washington DC: Jeff Ward, actor estatunidenc.

## Necrològiques
Països Catalans
- 15 de febrer - Sabadell (Vallès Occidental): Carme Obradors i Domènech, assistenta social sabadellenca (n. 1925).[40]
- 1 de maig - Sabadell: Lluís Mimó i Espinalt, esperantista català, militant del POUM i víctima dels camps de concentració.
- 19 de maig - València (l'Horta): Joan Martínez Bàguena, compositor valencià, especialment de música per a l'escena (n. 1897).
- 8 de juny - Barcelona: Cèlia Suñol i Pla, escriptora catalana (n. 1899).[41]
- 15 de juny - Barcelona (Barcelonès): Joan Oliver i Sallarès, Pere Quart, escriptor català (n. 1899).[42]
- 9 de juliol - Barcelona: Joan Baptista Cendrós i Carbonell, empresari, mecenes i promotor cultural català (n. 1916).
- 16 de juliol - Sabadell: Maria Teresa Gavarró i Castelltort, professora i escriptora catalana, llicenciada en Història i Geografia.[43]
- 4 d'agost - Vigoː Mercedes Núñez Targa, política republicana catalana (n. 1911).[44]
- 26 d'agost - Barcelona: Rosa Torras i Buxeda, tennista catalana, primera tennista olímpica espanyola (n. 1895).[45]
- 11 d'octubre - Barcelona: Pere Pi Calleja, matemàtic català (n. 1907).
- 18 de novembre - 
  - Barcelona: Josep Iglésies i Fort, geògraf, historiador i escriptor català (n. 1902).
  - Tarragona: Cinta Font Margalef, llevadora, practicant, docent i funcionària de la Generalitat, exiliada a França i Mèxic (n. 1905).[46]
- 24 de desembre - València: Empar Navarro i Giner, mestra i política valenciana (n. 1900).[47]

Resta del món
- 7 de gener - Ciutat de Mèxic (Mèxic): Juan Rulfo, escriptor mexicà (n. 1917).[48]
- 8 de gener - Ginebra (Suïssa): Pierre Fournier, violoncel·lista francès (n. 1906).[49]
- 14 de gener - Beverly Hills, Califòrnia: Donna Reed, actriu estatunidenca de gran popularitat a les dècades de 1950 i 1960 (n. 1921).[50]
- 19 de gener - Madrid (Regne d'Espanya): Enrique Tierno Galván, polític i assagista espanyol.
- 28 de gener – Cap Canaveral (Florida), EUA: Gregory Jarvis, Christa McAuliffe, Ronald McNair, Ellison Onizuka, Judith Resnik, Dick Scobee i Michael J. Smith, astronautes estatunidencs.[51]
- 1 de febrer - Estocolm (Suècia): Alva Myrdal, política i escriptora sueca, Premi Nobel de la Pau de l'any 1982 (n. 1902).[52]
- 17 de febrer - Ojai, Califòrnia: Jiddu Krishnamurti, filòsof indi (n. 1895).
- 22 de febrer - Guidel, Françaː Jacques Pâris de Bollardière, militar francès i figura de la no-violencia.[53]
- 28 de febrer – Estocolm (Suècia): Olof Palme, polític suec, Primer Ministre de Suècia.
- 4 de març - Pequín (Xina): Ding Ling, nom de ploma de l'escriptora xinesa Zhiang Bingjih (n. 1904)[54]
- 6 de març, Santa Fe (Nou Mèxic), EUA: Georgia O'Keeffe, pintora estatunidenca d'art abstracte.[55]
- 18 de març, Cuernavaca, Mèxic: Tamara de Lempicka, pintora polonesa (n. 1898).[56]
- 6 d'abril - Santiago de Xile: Raimundo Orsi, futbolista argentí nacionalitzat italià.
- 7 d'abril - Moscou (Rússia): Leonid Kantoróvitx, economista i matemàtic rus, Premi Nobel d'Economia de l'any 1975 (n. 1912).[57]
- 12 d'abril - Perpinyà: Georgette Clerc, militant comunista i resistent nord-catalana (n. 1912).[58]
- 14 d'abril - París, França: Simone de Beauvoir, novel·lista, filòsofa existencialista, professora i feminista francesa.(n. 1908)[59]
- 15 d'abril - París: Jean Genet, escriptor francès (n. 1910).[59]
- 23 d'abril - Nova York (EUA), Harold Arlen, compositor de cinema nord-americà (n. 1905).[60]
- 24 d'abril - París: Wallis Simpson, esposa del rei Eduard VIII del Regne Unit, que renuncià a la corona per contraure-hi matrimoni (n. 1896).[61]
- 12 de maig - Buenos Aires: Alicia Moreau de Justo, metgessa i política argentina, figura del feminisme i el socialisme (n. 1885).[62]
- 20 de maig - Chester County, Pennsilvania: Helen B. Taussig, cardiòloga estatunidenca, fundadora de la cardiologia pediàtrica (n. 1898).[63]
- 31 de maig - Nova York (EUA): James Rainwater, físic estatunidenc, Premi Nobel de Física de l'any 1975 (n. 1917).[64]
- 13 de juny - Nova York, Estats Units: Benny Goodman, clarinetista i director de jazz estatunidenc (n. 1909).[65]
- 14 de juny - Ginebra (Suïssa): Jorge Luis Borges, escriptor argentí (n. 1899).[66]
- 16 de juny - Madrid: Luisa Sala Armayor, actriu espanyola (n. 1923).[67]
- 18 de juny - Estocolm: Sonja Johnsson, nedadora sueca que va competir als Jocs Olímpics d'Estiu de 1912 (n. 1895).[68]
- 9 de juliol - Madridː María Laffitte, aristòcrata, escriptora i crítica d'art espanyola, defensora dels drets de les dones (n. 1902).[69]
- 24 de juliol - Poughkeepsie, Nova York (EUA): Fritz Albert Lipmann, químic, bioquímic i metge nord-americà d'origen alemany, Premi Nobel de Medicina o Fisiologia de l'any 1953 (n. 1899).[70]
- 3 d'agost - Nairobi, Kenya, Beryl Markham, aviadora britànica, primera dona a creuar sola l'oceà Atlàntic d'est a oest (n. 1902).[71]
- 31 d'agost:
  - Santiago de Xile (Xile): Jorge Alessandri Rodríguez, enginyer, polític i empresari xilè, President de la República (n. 1896).[72]
  - Much Hadham (Anglaterra): Henry Moore, artista i escultor britànic (n. 1898)[73]
- 25 de setembre, Moscou, Rússia: Nikolai Semiónov, físic i químic rus, Premi Nobel de Química de l'any 1956 (n. 1896).
- 5 d'octubre - Chicago (EUA): Hal B. Wallis, productor cinematogràfic estatunidenc.(n. 1899).[74]
- 16 d'octubre - Brussel·les (Bèlgica): Arthur Grumiaux, violinista belga (n. 1921).[75]
- 22 d'octubre - Woods Hole, Massachusetts (EUA): Albert Szent-Györgyi, metge nord-americà d'origen hongarès, Premi Nobel de Medicina o Fisiologia de 1937 (n. 1893).
- 23 d'octubre - Saint Louis, Missouri (EUA): Edward Adelbert Doisy, metge i bioquímic niord-americà, Premi Nobel de Medicina o Fisiologia de 1943 (n. 1893).
- 31 d'octubre - Arlington, Virgínia (EUA): Robert S. Mulliken, físic i químic estatunidenc, Premi Nobel de Química de l'any 1966 (n. 1896).
- 6 de novembre - Warendorf, Westfalia: Elisabeth Grümmer, soprano lírica alemanya (n. 1911).[76]
- 8 de novembre - Moscou, Unió Soviètica: Viatxeslav Mólotov, polític (n. 1890).[77]
- 10 de novembre - S. Monica, Califòrnia: Leona Woods, física nuclear americana (n. 1919).[78]
- 30 de novembre - Davenport, Iowa (els EUA): Cary Grant, actor de cinema anglès (n. 1904).[79]
- 7 de desembre, Mèxic:Concha Méndez, escriptora espanyola de la Generació del 27 (n.1898)[80]
- 29 de desembre:
  - Chelwood Gate, Sussex (Anglaterra): Harold Macmillan, polític anglès, 65è Primer Ministre del Regne Unit (n. 1894).
  - París, França: Andrei Tarkovski, director de cinema soviètic (n. 1932).[81]

- 14 de febrer: Alina Szeminska, psicòloga i professora d'universitat polonesa.